# Tinnura
Tinnura – miejscowość i gmina we Włoszech, w regionie Sardynia, w prowincji prowincja Oristano.
Według danych na rok 2004 gminę zamieszkiwały 272 osoby, 90,7 os./km². Graniczy z Flussio, Sagama i Suni.